# Бад-Родах
Бад-Родах (нем. Bad Rodach) — город в Германии, в федеральной земле Бавария.
Подчинён административному округу Верхняя Франкония. Входит в состав района Кобург. Население составляет 6351 человек (на 31 декабря 2010 года). Занимает площадь 77,65 км². Официальный код — 09 4 73 158.
Город подразделяется на 14 городских районов.

## Фотогалерея

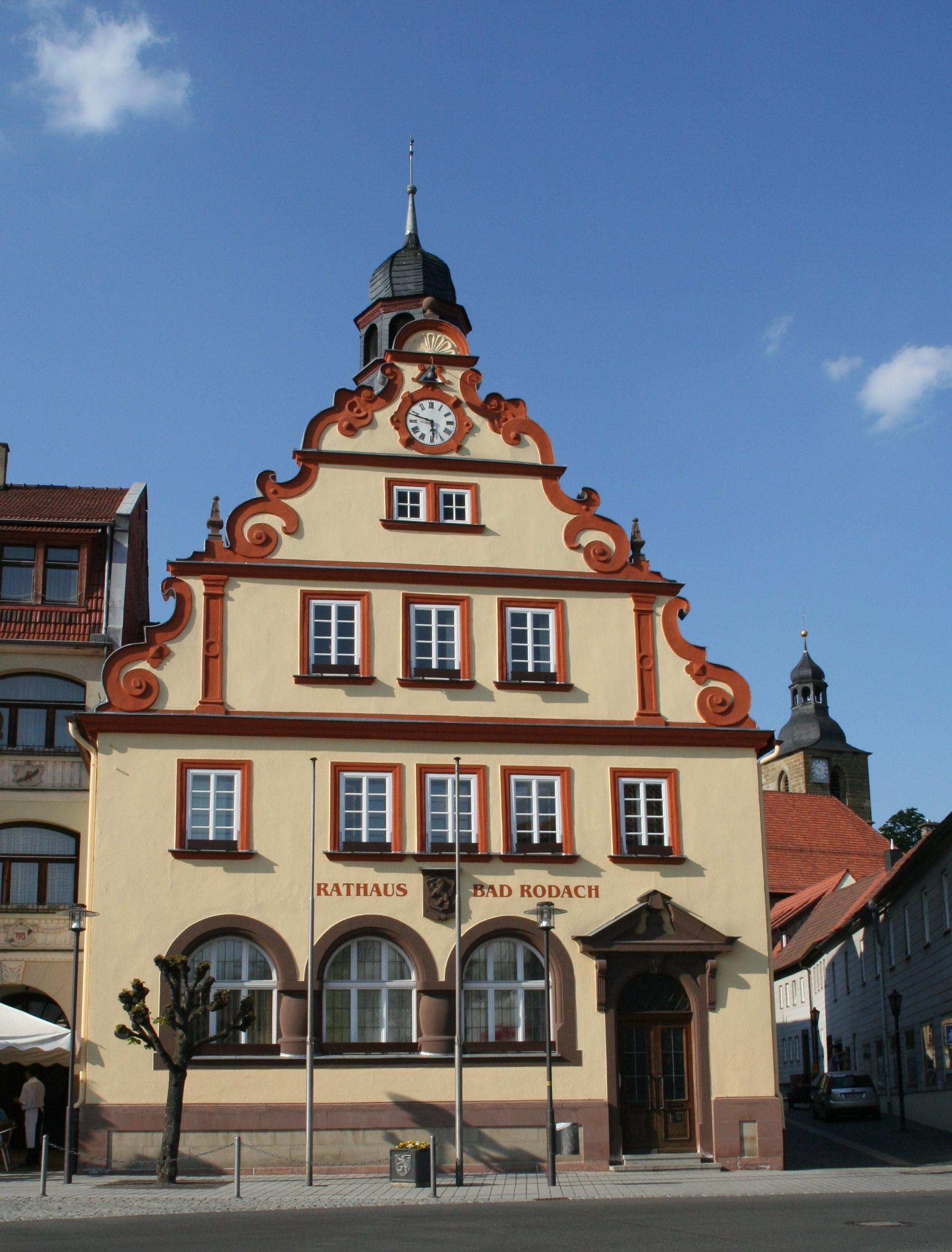
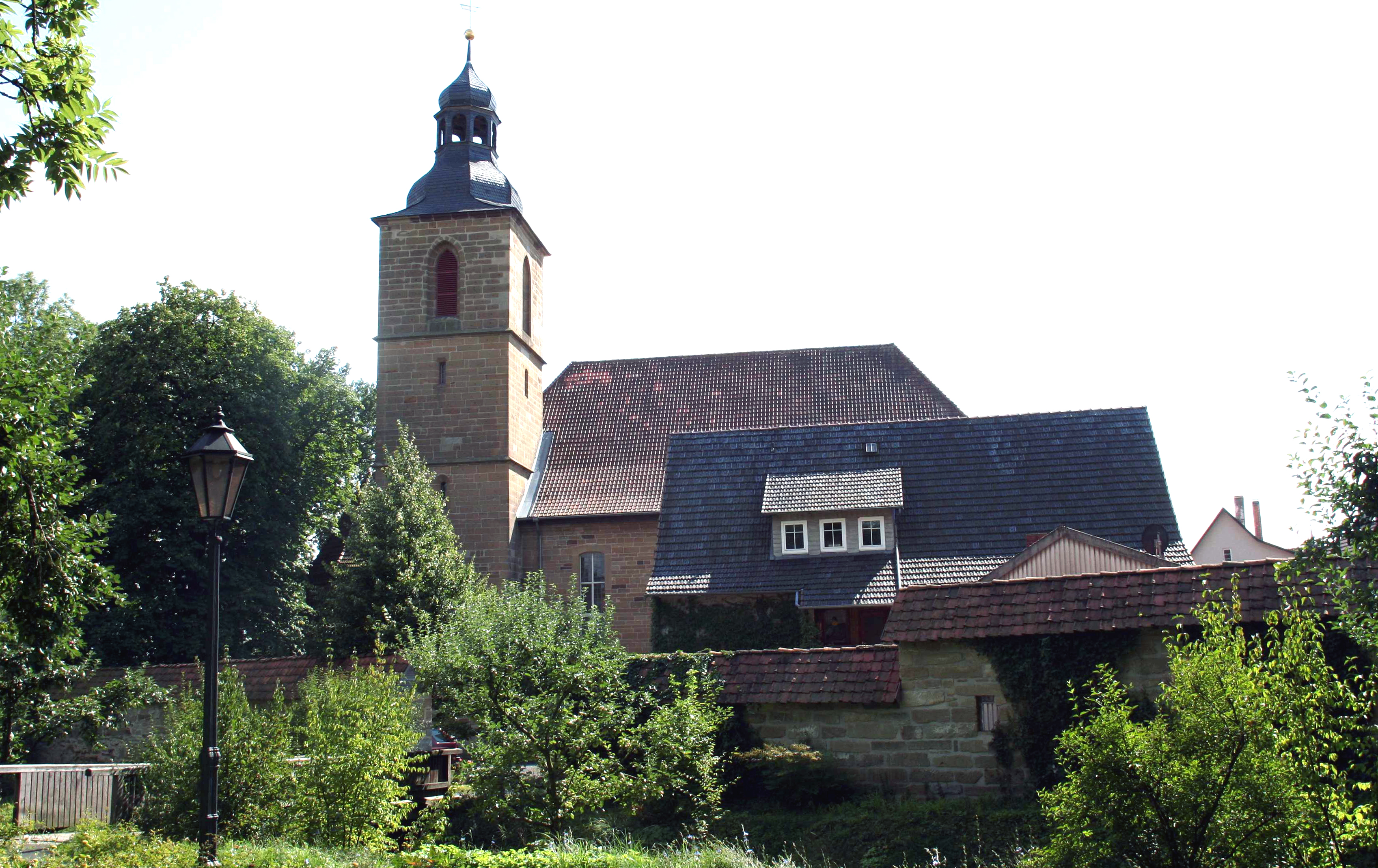
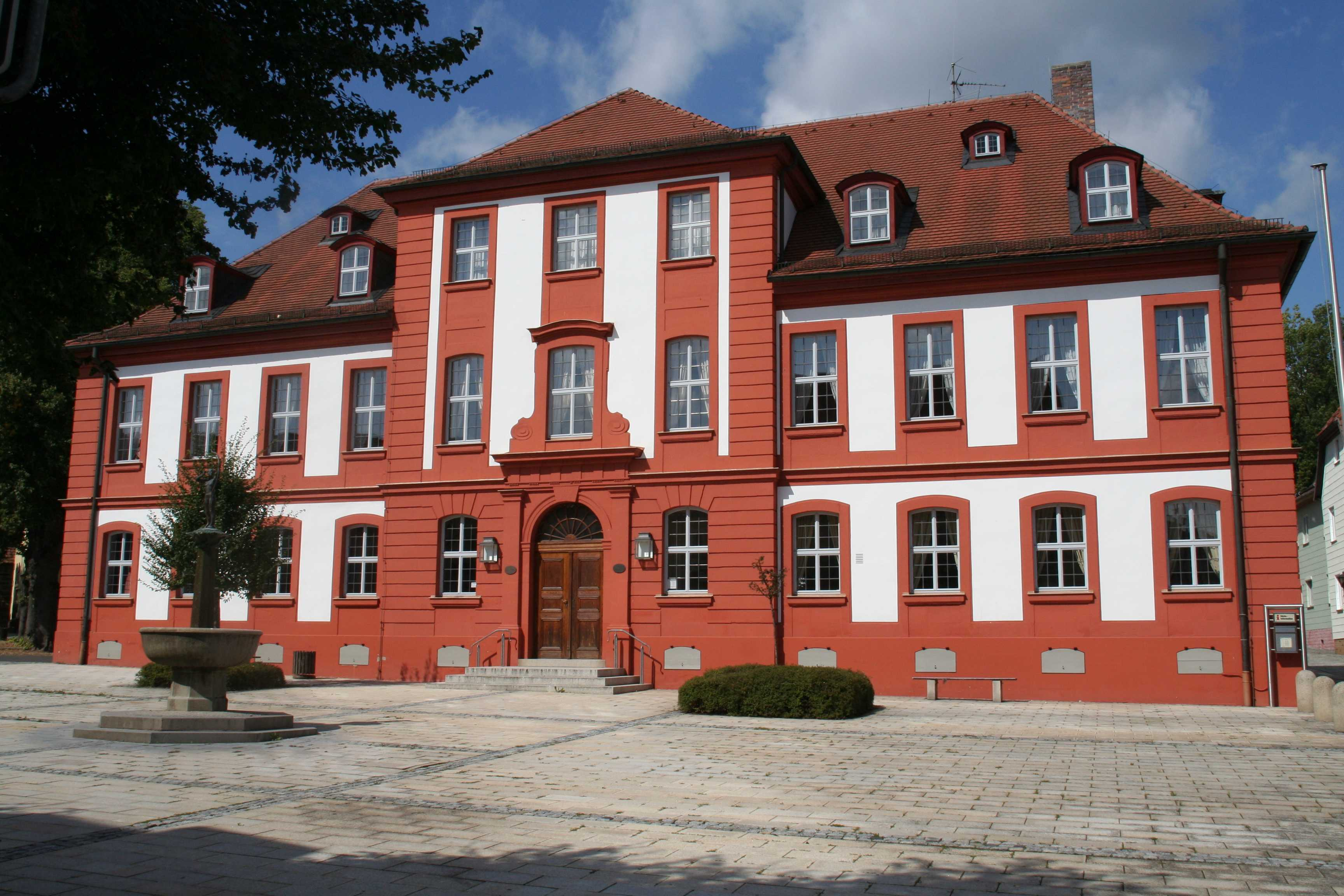
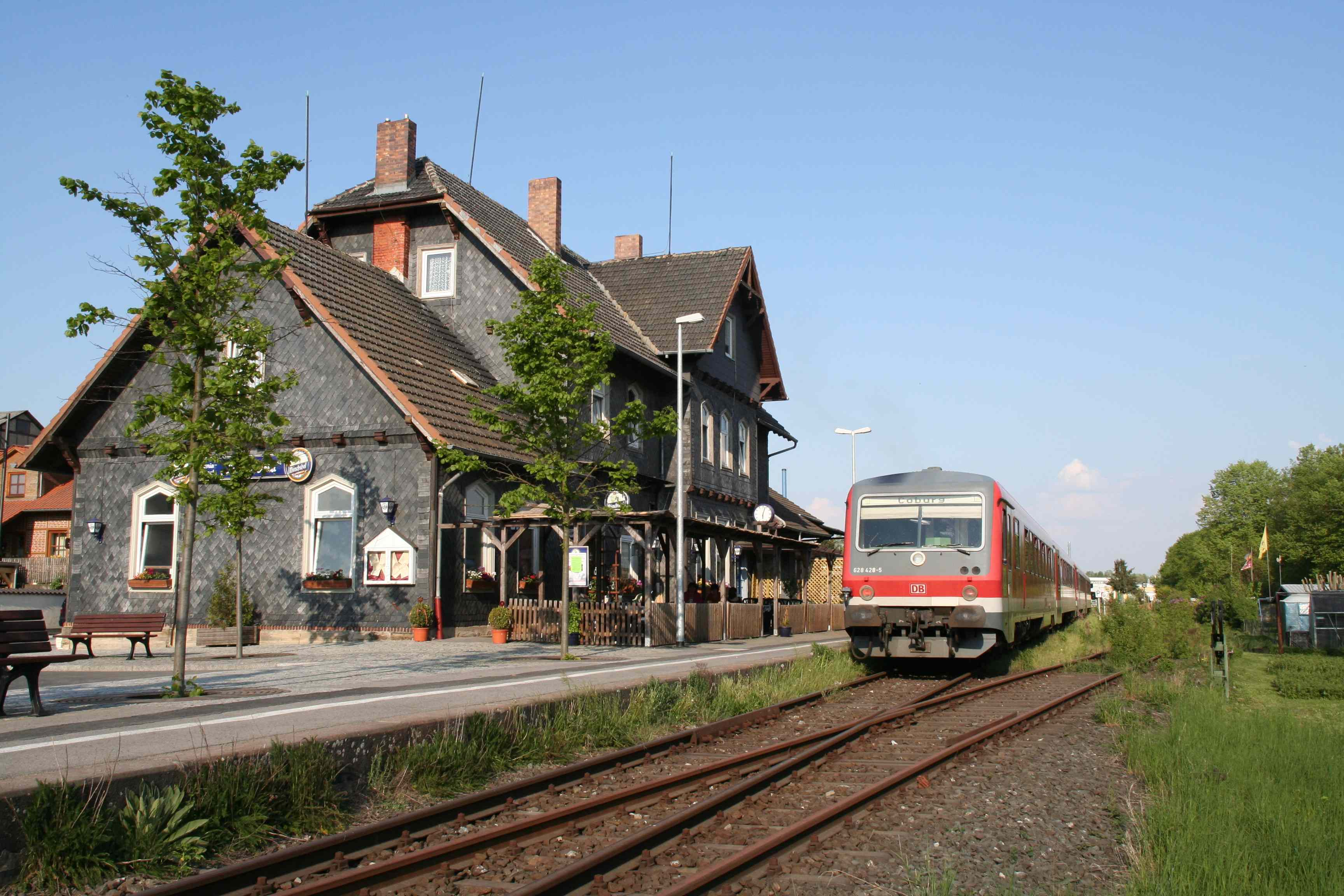
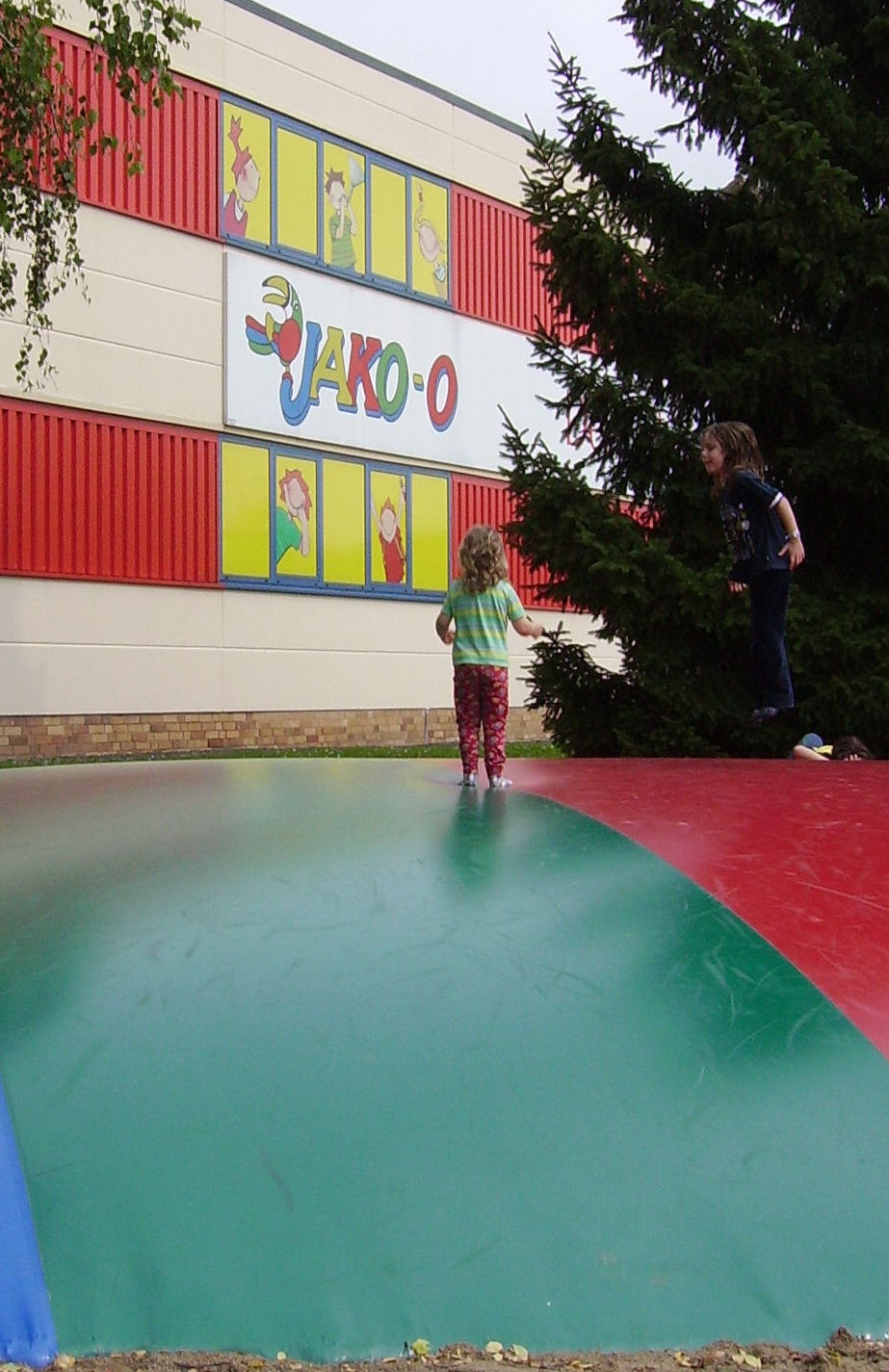

## Население
По оценке на 31 декабря 2015 года население общины Бад-Родах составляет 6399 чел. 

| Дата      | 1840 | 1871 | 1900 | 1925 | 1939 | 1950 | 1961 | 1970 | 1987 | 2011 |
| --------- | ---- | ---- | ---- | ---- | ---- | ---- | ---- | ---- | ---- | ---- |
| Население | 4464 | 4784 | 5103 | 5641 | 5082 | 8069 | 7596 | 7333 | 6137 | 6349 |

| Год       | 1960 | 1970 | 1980 | 1990 | 2000 | 2009 | 2010 | 2011 | 2012 | 2013 | 2014 | 2015 |
| --------- | ---- | ---- | ---- | ---- | ---- | ---- | ---- | ---- | ---- | ---- | ---- | ---- |
| Население | 7513 | 7314 | 6255 | 6392 | 6672 | 6331 | 6351 | 6312 | 6331 | 6336 | 6372 | 6399 |